# 나카니시 도모야
나카니시 도모야(일본어: 中西 倫也, 1994년 4월 12일 ~ )는 일본의 축구 선수이다.

## 구단 경력
그는 2015년부터 2017년까지 J리그의 카탈레 도야마에서 활동하였다.